# Тейлор Гейз
Тара Еллін Сміт (англ. Tara Ellyn Smith, нар. 14 січня 1975), відома як Тейлор Гейз (англ. Taylor Hayes) — американська порноакторка. 

## Життєпис
Псевдонім взяла з мильної опери «Зухвалі і красиві». У 1994 році знялася для порножурналу Penthouse, а в 1995 році з'явилася на розвороті журналу Hustler.
1996 року народила сина від Сеймора Баттса
У травні 2005 року народила другу дитину.

## Нагороди та номінації
- 1999 AVN Best Group Sex Scene — Film for The Masseuse 3[4]
- 2001 XRCO Best Actress (Single Performance) for Jekyll & Hyde[5]
- 2001 AVN Best Actress — Film for Jekyll & Hyde
- 2002 XRCO Best Actress (Single Performance) for Fade to Black
- 2002 AVN Best Couples Sex Scene — Film for Fade to Black
- 2002 AVN Best Group Sex Scene — Film for Fade to Black
- 2007 AVN Hall of Fame[6]